# Karty chilandarskie

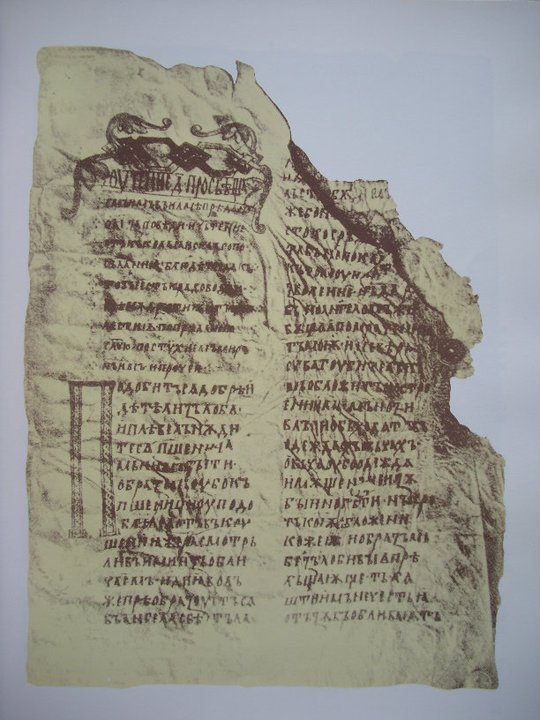
Zdjęcie jednej z kart

Karty chilandarskie – dwie pisane cyrylicą karty pergaminowe, pochodzące z niezachowanego XI-wiecznego manuskryptu. Zawierają katechezy Cyryla Jerozolimskiego. Przechowywane są w bibliotece Narodowego Uniwersytetu Odeskiego w Odessie.
Odnalezione zostały w 1844 roku w klasztorze Chilandar na górze Athos przez rosyjskiego badacza Wiktora Grigorowicza. Tekst ogłaszali drukiem Grigorowicz (1852, 1856), Izmaił Sriezniewski (1868), Vatroslav Jagić (1882). Wydanie naukowe wraz z odbitką fototypiczną tekstu oraz równoległym tekstem greckim ogłosił S. Kulbakin (Санкт-Петербург 1900). W 1978 roku opublikowane w Bułgarii w zbiorze zabytków starosłowiańskich przez A. Minczewę (София 1978).